# Lake Mary Jane
Lake Mary Jane ist  ein census-designated place (CDP) im Orange County im US-Bundesstaat Florida mit. Das U.S. Census Bureau hat bei der Volkszählung 2020 eine Einwohnerzahl von 1.790 ermittelt. 

## Geographie
Lake Mary Jane grenzt im Westen an den gleichnamigen See und liegt rund 10 km südöstlich von Orlando.

## Demographische Daten
Laut der Volkszählung 2010 verteilten sich die damaligen 1575 Einwohner auf 545 Haushalte. Die Bevölkerungsdichte lag bei 115,8 Einw./km². 93,0 % der Bevölkerung bezeichneten sich als Weiße, 2,3 % als Afroamerikaner, 0,6 % als Indianer und 1,5 % als Asian Americans. 0,7 % gaben die Angehörigkeit zu einer anderen Ethnie und 1,8 % zu mehreren Ethnien an. 10,7 % der Bevölkerung bestand aus Hispanics oder Latinos.
Im Jahr 2010 lebten in 36,4 % aller Haushalte Kinder unter 18 Jahren sowie 19,3 % aller Haushalte Personen mit mindestens 65 Jahren. 81,4 % der Haushalte waren Familienhaushalte (bestehend aus verheirateten Paaren mit oder ohne Nachkommen bzw. einem Elternteil mit Nachkomme). Die durchschnittliche Größe eines Haushalts lag bei 2,76 Personen und die durchschnittliche Familiengröße bei 3,03 Personen.
25,9 % der Bevölkerung waren jünger als 20 Jahre, 16,3 % waren 20 bis 39 Jahre alt, 41,9 % waren 40 bis 59 Jahre alt und 15,8 % waren mindestens 60 Jahre alt. Das mittlere Alter betrug 44 Jahre. 52,0 % der Bevölkerung waren männlich und 48,0 % weiblich.
Das durchschnittliche Jahreseinkommen lag bei 85.272 $, dabei lebten 2,5 % der Bevölkerung unter der Armutsgrenze.